# Ashmeadiella floridana
Ashmeadiella floridana is een vliesvleugelig insect uit de familie Megachilidae. De wetenschappelijke naam van de soort is voor het eerst geldig gepubliceerd in 1897 door Robertson.